# HMS Harebell (K202)
HMS Harebell (K202) je bila korveta razreda flower Kraljeve vojne mornarice, ki je bila operativna med drugo svetovno vojno.

## Zgodovina
Gradnjo ladje so preklicali 23. januarja 1941.